# يوليان شتارك
يوليان شتارك (بالألمانية: Julian Stark)‏ هو لاعب كرة قدم ألماني، ولد في 8 مارس 2001.

## وصلات خارجية
- يوليان شتارك على موقع قاعدة بيانات كرة القدم.إي يو (الإنجليزية)
- يوليان شتارك على موقع بيانات كرة القدم. دي إي (الألمانية)
- يوليان شتارك على موقع Soccerbase.com (لاعب) (الإنجليزية)
- يوليان شتارك على موقع Soccerway.com (الإنجليزية)
- يوليان شتارك على موقع عالم كرة القدم.نت (الإنجليزية)